# Хвощинская, Вера Юрьевна
Вера Юрьевна Хващинская (род. 24 января 1996, Бобруйск, Белоруссия) — белорусская шашистка (международные и русские шашки), мастер ФМЖД по международным шашкам и международный гроссмейстер по шашкам-64, мастер спорта международного класса Республики Беларусь. Чемпионка Европы по шашкам - 64  - 2018 (классика), 2021 (рапид), 2023(рапид); серебряный призёр чемпионата Европы по шашкам -64 -   2014 (рапид), 2016 (блиц), 2018 (рапид), 2021 (классика); бронзовый призёр чемпионата Европы по шашкам - 64  2014 (блиц), 2016 (рапид),2018 (блиц). Серебряный призер чемпионата Мира по шашкам - 64 2019 (рапид), 2022 (рапид); бронзовый призёр чемпионата Мира по шашкам - 64  2017 (блиц), 2019 (блиц), 2022 (блиц). Чемпионка Мира в командном зачете в составе сборной Республики Беларусь по шашкам-64 (Классика) - 2015,2016,2017,2018,2019,2021,2022. Чемпионка Мира в командном зачете в составе сборной Республики Беларусь по шашкам-64 (блиц) - 2015,2016,2017,2018,2019,2022. Чемпионка Мира в командном зачете в составе сборной Республики Беларусь по шашкам-64 (рапид) - 2017. Серебряный призер чемпионата Мира в командном зачете в составе сборной Республики Беларусь по шашкам-64 (блиц) - 2021. Чемпионка Республики Беларусь (2013, 2014, 2015, 2016, 2018, 2019, 2021, 2022) и  призёр (2010, 2012, 2023) чемпионата Республики Беларусь по шашкам-64, чемпионка Республики Беларусь (2017) и призёр чемпионата Республики Беларусь по международным шашкам (2011, 2014, 2015, 2016, 2023). .
Чемпионка молодежных первенств Европы:  по шашкам-64 - классика  2015, 2016;  рапид  2015, 2016;  блиц  2015, 2016,2017; по шашкам-100 - классика 2019, блиц 2015, 2018
Призер молодежных первенств Европы: по шашкам-64 - рапид 2017(2 место), классика 2017(2 место);  по шашкам-100 - классика 2015 (3 место)
Чемпионка молодежных первенств Мира: по шашкам-64 - классика 2015, рапид 2015, 2016, блиц 2015, 2016; по шашкам-100 - классика 2015, блиц-2014   .
Призер молодежных первенств Мира: по шашкам-64 - классика 2016(3 место); по шашкам-100 - блиц 2015(2 место)
Тренер Кадесников Николай Петрович.
Живёт в Бобруйске.